# 1029
Évszázadok: 10. század – 11. század – 12. század
Évtizedek: 970-es évek – 980-as évek – 990-es évek – 1000-es évek – 1010-es évek – 1020-as évek – 1030-as évek – 1040-es évek – 1050-es évek – 1060-as évek – 1070-es évek
Évek: 1024 – 1025 – 1026 – 1027 –  1028 – 1029 – 1030 – 1031 – 1032 – 1033 – 1034

## Események
- A Gaznavidák megbuktatják Madzsd ad-Daula rajji emírt.

## Születések
- Alp Arszlán nagyszeldzsuk szultán a szeldzsuk törökök második szultánja († 1072).
- Lulach skót király († 1058).